# 莫榮新

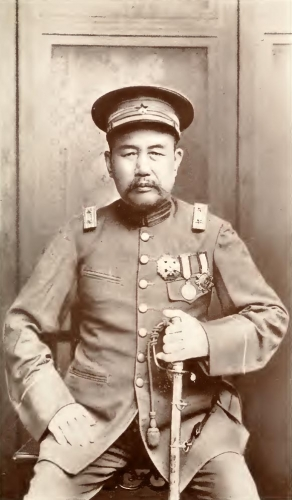
莫荣新

莫榮新（1853年10月20日—1930年3月30日）字日初，廣西省潯州府桂平县江口鎮盤石村人。清末民初军事将领，旧桂系成员。

## 生平
莫榮新自幼求学，年纪稍大便当農民及雑貨店店員。1871年（同治10年）参軍，在广西的巡防营逐步升迁。1909年（宣統元年），任广西巡防营帮统，驻扎梧州。1911年（宣統3年）6月，陸荣廷升任广西提督，莫荣新升任巡防营督带。

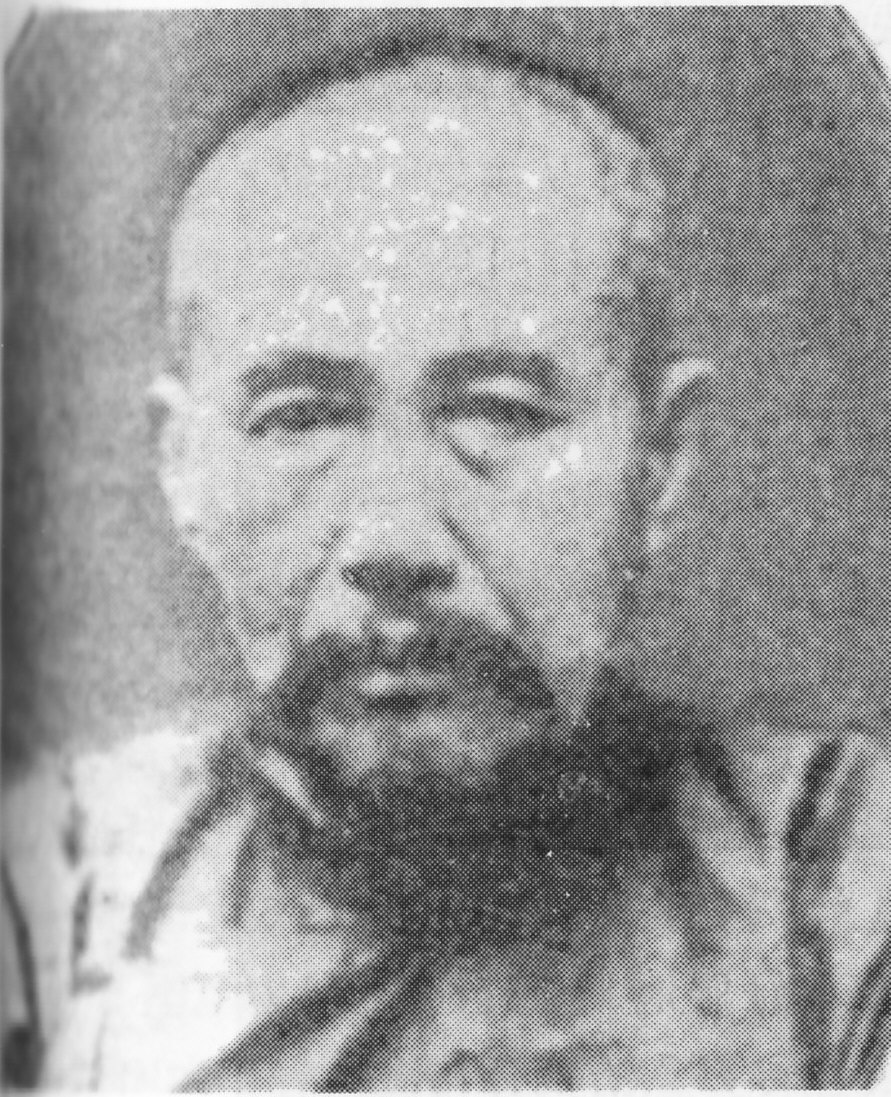

辛亥革命爆发後，莫榮新被广西军政府任命为慶遠府府長。1912年（民国元年）5月，莫荣新被陸荣廷任命为梧州府府長兼梧州關監督。不久，被任命为广西中区第1正司令。1914年（民国3年），任广西陸軍第1師第2旅旅長兼蒼梧道道尹。1915年（民国4年）9月，任桂平鎮守使。同年12月，袁世凱称帝，莫榮新获封二等男爵。1916年（民国5年），随陸荣廷参加護国战争，5月肇慶成立護国軍两广都司令部，莫榮新被任命为護国軍第3師師長兼肇慶衛戌司令。
袁世凱死後，1916年10月，莫荣新兼任广惠鎮守使。12月，调任广東第2混成旅旅長。1917年（民国6年）11月，被任命为广東督軍。1918年（民国7年）8月，陸荣廷掌握主導权后，改組广州軍政府，莫荣新兼任陸軍部長。1920年（民国9年）10月，被孫文支持的陳炯明击败后，莫荣新下野并逃往上海，化名“高崇民”潜伏。1922年2月25日，获北京政府授为将军府腾威将军。1928年（民国17年）秋，回到家乡桂平并引退。
1930年（民国19年）3月30日，莫荣新在桂平病逝。享年78岁（满76歲）。